# Katar-Rundfahrt 2008
Die 7. Katar-Rundfahrt ist ein Rad-Etappenrennen, dass vom 27. Januar bis 1. Februar 2008 stattfand. Das Radrennen wurde in sechs Etappen über eine Distanz von 712,5 Kilometern ausgetragen.
Die Katar-Rundfahrt ist Teil der UCI Asia Tour 2008 und ist in die Kategorie 2.1 eingestuft. Das Rennen begann mit einem Mannschaftszeitfahren in der Hauptstadt Doha, in deren Peripherie die Rundfahrt größtenteils ausgetragen wurde. Die Strecke bot keine topografischen Schwierigkeiten, so dass Sprinter die Rundfahrt dominierten.

## Etappen
| Etappe    | Tag        | Start – Ziel                                     | km    | Etappensieger         | Gesamterster   |
| --------- | ---------- | ------------------------------------------------ | ----- | --------------------- | -------------- |
| 1. Etappe | 27. Januar | Doha (MZF)                                       | 6     | Quick Step-Innergetic | Matteo Tosatto |
| 2. Etappe | 28. Januar | az-Zubāra – Doha Golf Club                       | 137,5 | Tom Boonen            | Tom Boonen     |
| 3. Etappe | 29. Januar | Camel Stage Track – Qatar Foundation             | 147,5 | Tom Boonen            | Tom Boonen     |
| 4. Etappe | 30. Januar | Khalifa International Stadium – Al Khor Corniche | 131,5 | Alberto Loddo         | Tom Boonen     |
| 5. Etappe | 31. Januar | Al Khor Academy – Al Khor Corniche               | 170   | Danilo Napolitano     | Tom Boonen     |
| 6. Etappe | 1. Februar | al-Wakra – Doha Corniche                         | 120   | Tom Boonen            | Tom Boonen     |